# Società Sportiva Lazio 1967-1968
Questa voce raccoglie le informazioni riguardanti la Società Sportiva Lazio nelle competizioni ufficiali della stagione 1967-1968.

## Stagione
Nella stagione 1967-1968, la Lazio disputa il campionato di Serie B: un torneo con ventuno squadre, che prevede un turno di riposo a rotazione per ciascuna di esse, tre promozioni e quattro retrocessioni. La squadra biancoazzurra colleziona 38 punti ed ottiene l'undicesimo posto in classifica. Salgono in Serie A il Palermo, che vince il torneo con 52 punti, e la coppia formata dal Pisa e dal Verona, che, con 48 punti, ottengono la seconda piazza. Retrocedono in Serie C il Potenza, il Novara e, dopo alcuni spareggi, anche il Messina ed il Venezia.
Sulla panchina della Lazio, in questa tribolata stagione, si alternano due allenatori: si parte con Renato Gei che viene sostituito, dopo la sconfitta di Novara (2-0) del 18 febbraio 1968, da Roberto Lovati. Una Lazio discreta in casa, ma senza nessuna vittoria in trasferta, con uno dei peggiori attacchi del campionato: 27 reti in 40 partite. Segnano in dodici giocatori, ma il miglior realizzatore, Giuliano Fortunato, realizza solo cinque marcature. In Coppa Italia, i capitolini superano, nella prima fase del primo turno, il Perugia grazie al sorteggio, ma vengono estromessi dal torneo, nella seconda fase del primo turno, ad opera della Reggina.

## Divise
| Manica sinistra · Manica sinistra · Maglietta · Maglietta · Manica destra · Manica destra · Pantaloncini · Calzettoni · Calzettoni |
| Casa |

| Manica sinistra · Manica sinistra · Maglietta · Manica destra · Manica destra · Pantaloncini · Calzettoni · Calzettoni |
| Trasferta |

## Organigramma societario
Area direttiva
- Presidente: Umberto Lenzini

Area tecnica
- Allenatore: Renato Gei, da febbraio Roberto Lovati

## Rosa
| N. |                   | Ruolo | Calciatore          |
| -- | ----------------- | ----- | ------------------- |
|    | Italia (bandiera) | P     | Idilio Cei          |
|    | Italia (bandiera) | P     | Rosario Di Vincenzo |
|    | Italia (bandiera) | D     | Pietro Adorni       |
|    | Italia (bandiera) | D     | Sergio Castelletti  |
|    | Italia (bandiera) | D     | Sergio De Luca      |
|    | Italia (bandiera) | D     | Giovanni Masiello   |
|    | Italia (bandiera) | D     | Giancarlo Oddi      |
|    | Italia (bandiera) | D     | Pierluigi Pagni     |
|    | Italia (bandiera) | D     | Ezio Paparelli      |
|    | Italia (bandiera) | D     | Pierluigi Ronzon    |
|    | Italia (bandiera) | D     | Carlo Soldo         |
|    | Italia (bandiera) | D     | Diego Zanetti       |
|    | Italia (bandiera) | C     | Paolo Carosi        |
|    | Italia (bandiera) | C     | Piero Cucchi        |
|    | Italia (bandiera) | C     | Arrigo Dolso        |

| N. |                      | Ruolo | Calciatore                  |
| -- | -------------------- | ----- | --------------------------- |
|    | Italia (bandiera)    | C     | Bruno Gioia                 |
|    | Italia (bandiera)    | C     | Nello Governato             |
|    | Italia (bandiera)    | C     | Giuseppe Lorenzetti         |
|    | Italia (bandiera)    | C     | Rino Marchesi               |
|    | Italia (bandiera)    | C     | Alberto Mari                |
|    | Italia (bandiera)    | C     | Giuseppe Massa              |
|    | Italia (bandiera)    | C     | Vincenzo Proietti Farinelli |
|    | Italia (bandiera)    | A     | Romano Bagatti              |
|    | Italia (bandiera)    | A     | Giancarlo Bellisari         |
|    | Italia (bandiera)    | A     | Claudio Brai                |
|    | Italia (bandiera)    | A     | Claudio Di Pucchio          |
|    | Italia (bandiera)    | A     | Costantino Fava             |
|    | Italia (bandiera)    | A     | Giuliano Fortunato          |
|    | Argentina (bandiera) | A     | Juan Carlos Morrone         |
|    | Italia (bandiera)    | A     | Gianni Sassaroli            |

## Calciomercato

### Sessione estiva
| Acquisti | Acquisti                    | Acquisti     | Acquisti      |
| R.       | Nome                        | da           | Modalità      |
| -------- | --------------------------- | ------------ | ------------- |
| P        | Rosario Di Vincenzo         | Potenza      | definitivo    |
| D        | Pierluigi Ronzon            | Napoli       | definitivo    |
| C        | Piero Cucchi                | Varese       | definitivo    |
| C        | Bruno Gioia                 | Varese       | definitivo    |
| C        | Nello Governato             | L.R. Vicenza | fine prestito |
| C        | Vincenzo Proietti Farinelli | Massese      | fine prestito |
| A        | Giancarlo Bellisari         | Ternana      | fine prestito |
| A        | Costantino Fava             | Treviso      | definitivo    |
| A        | Giuliano Fortunato          | Milan        | definitivo    |

| Cessioni | Cessioni         | Cessioni     | Cessioni      |
| R.       | Nome             | a            | Modalità      |
| -------- | ---------------- | ------------ | ------------- |
| P        | Roberto Gori     | Livorno      | definitivo    |
| D        | Piero Dotti      | Inter        | definitivo    |
| D        | Antonio Maggioni | Juventus     | fine prestito |
| C        | Aldo Anzuini     | L.R. Vicenza | prestito      |
| C        | Enrico Burlando  | Varese       | definitivo    |
| C        | Can Bartu        | Fenerbahçe   | definitivo    |
| A        | Vito D'Amato     | Inter        | definitivo    |

### Sessione autunnale
| Acquisti | Acquisti    | Acquisti | Acquisti   |
| R.       | Nome        | da       | Modalità   |
| -------- | ----------- | -------- | ---------- |
| D        | Carlo Soldo | Inter    | definitivo |

| Cessioni | Cessioni           | Cessioni | Cessioni |
| R.       | Nome               | a        | Modalità |
| -------- | ------------------ | -------- | -------- |
| A        | Claudio Di Pucchio | Massese  | prestito |

## Risultati

### Serie B

#### Girone di andata
| Arbitro: | Palazzo (Palermo) |

|             |           |               |
| Morrone 18’ | Marcatori | 90’ Cianfrone |

| Arbitro: | Barbaresco (Cormons) |

|         |           |               |
| Sala 3’ | Marcatori | 66’ Governato |

| Arbitro: | Bigi (Padova) |

|                                 |           |             |
| Morrone 30’ Marchesi 75’ (rig.) | Marcatori | 73’ Sartore |

| Arbitro: | Francescon (Padova) |

|                                     |           |  |
| Ferrari 1’, 70’ Mascheroni 83’, 88’ | Marcatori |  |

| Arbitro: | Marengo (Chiavari) |

|            |           |  |
| Cucchi 45’ | Marcatori |  |

| Arbitro: | De Robbio (Torre Annunziata) |

|              |           |  |
| Lombardo 76’ | Marcatori |  |

| Arbitro: | Toselli (Cormons) |

|               |           |  |
| Fortunato 11’ | Marcatori |  |

| 29 ottobre 1967 8ª giornata |  | – Turno di riposo |  |  |

| Arbitro: | Bigi (Padova) |

|                         |           |                      |
| Fortunato 6’ Cucchi 62’ | Marcatori | 50’, 55’ Balestrieri |

| Arbitro: | Branzoni (Pavia) |

|                       |           |          |
| Florio 66’ Divina 84’ | Marcatori | 34’ Fava |

| Palermo 19 novembre 1967 11ª giornata | Palermo           | 0 – 0 referto | Lazio | Stadio La Favorita\| Arbitro: \| Vacchini (Milano) \| |
| Arbitro:                              | Vacchini (Milano) |               |       |                                                       |

| Arbitro: | Marchiori (Padova) |

|               |           |  |
| Fortunato 36’ | Marcatori |  |

| Arbitro: | Michelotti (Parma) |

|              |           |             |
| Saltutti 19’ | Marcatori | 89’ Bagatti |

| Arbitro: | Carminati (Milano) |

|                         |           |          |
| Morrone 68’ Bagatti 88’ | Marcatori | 63’ Neri |

| Modena 17 dicembre 1967 15ª giornata | Modena                  | 0 – 0 referto | Lazio | Stadio Alberto Braglia\| Arbitro: \| Caligaris (Alessandria) \| |
| Arbitro:                             | Caligaris (Alessandria) |               |       |                                                                 |

| Roma 24 dicembre 1967 16ª giornata | Lazio            | 0 – 0 referto | Pisa | Stadio Flaminio\| Arbitro: \| Di Tonno (Lecce) \| |
| Arbitro:                           | Di Tonno (Lecce) |               |      |                                                   |

| Catanzaro 31 dicembre 1967 17ª giornata | Catanzaro         | 0 – 0 referto | Lazio | Stadio Comunale\| Arbitro: \| Pfiffner (Torino) \| |
| Arbitro:                                | Pfiffner (Torino) |               |       |                                                    |

| Roma 7 gennaio 1968 18ª giornata | Lazio              | 0 – 0 referto | Padova | Stadio Flaminio\| Arbitro: \| Picasso (Chiavari) \| |
| Arbitro:                         | Picasso (Chiavari) |               |        |                                                     |

| Arbitro: | Marchiori (Padova) |

|                              |           |                     |
| Galletti 8’, 36’ Cicogna 90’ | Marcatori | 5’ (rig.) Fortunato |

| Foggia 21 gennaio 1968 20ª giornata | Foggia & Incedit | 0 – 0 referto | Lazio | Stadio Pino Zaccheria\| Arbitro: \| Gonella (Torino) \| |
| Arbitro:                            | Gonella (Torino) |               |       |                                                         |

| Arbitro: | Giunti (Arezzo) |

|  |           |              |
|  | Marcatori | 10’ Fantazzi |

#### Girone di ritorno
| Potenza 4 febbraio 1968 22ª giornata | Potenza            | 0 – 0 referto | Lazio | Stadio Alfredo Viviani\| Arbitro: \| Michelotti (Parma) \| |
| Arbitro:                             | Michelotti (Parma) |               |       |                                                            |

| Arbitro: | Canova (Milano) |

|                                  |           |  |
| Governato 44’ Fava 46’ Dolso 65’ | Marcatori |  |

| Arbitro: | Palazzo (Palermo) |

|                           |           |  |
| Gasparini 48’ Sartore 81’ | Marcatori |  |

| Roma 25 febbraio 1968 25ª giornata | Lazio               | 0 – 0 referto | Genoa | Stadio Flaminio\| Arbitro: \| Lo Bello (Siracusa) \| |
| Arbitro:                           | Lo Bello (Siracusa) |               |       |                                                      |

| Catania 3 marzo 1968 26ª giornata | Catania               | 0 – 0 referto | Lazio | Stadio Cibali\| Arbitro: \| De Marchi (Pordenone) \| |
| Arbitro:                          | De Marchi (Pordenone) |               |       |                                                      |

| Arbitro: | Barbaresco (Cormons) |

|  |           |            |
|  | Marcatori | 54’ Santon |

| Arbitro: | Branzoni (Pavia) |

|         |           |  |
| Bui 62’ | Marcatori |  |

| 24 marzo 1968 29ª giornata |  | – Turno di riposo |  |  |

| Perugia 31 marzo 1968 30ª giornata | Perugia             | 0 – 0 referto | Lazio | Stadio Santa Giuliana\| Arbitro: \| Lo Bello (Siracusa) \| |
| Arbitro:                           | Lo Bello (Siracusa) |               |       |                                                            |

| Arbitro: | Angonese (Mestre) |

|                |           |                   |
| Massa 17’, 55’ | Marcatori | 23’, 42’ Vallongo |

| Roma 14 aprile 1968 32ª giornata | Lazio            | 0 – 0 referto | Palermo | Stadio Olimpico\| Arbitro: \| Torelli (Milano) \| |
| Arbitro:                         | Torelli (Milano) |               |         |                                                   |

| Arbitro: | Picasso (Chiavari) |

|             |           |  |
| Bonetti 37’ | Marcatori |  |

| Arbitro: | Gonella (Torino) |

|           |           |  |
| Massa 36’ | Marcatori |  |

| Venezia 5 maggio 1968 35ª giornata | Venezia        | 0 – 0 referto | Lazio | Stadio Pierluigi Penzo\| Arbitro: \| Monti (Ancona) \| |
| Arbitro:                           | Monti (Ancona) |               |       |                                                        |

| Arbitro: | Di Tonno (Lecce) |

|                           |           |  |
| Fortunato 19’ Zanetti 60’ | Marcatori |  |

| Arbitro: | Marchiori (Padova) |

|          |           |  |
| Joan 74’ | Marcatori |  |

| Arbitro: | Caligaris (Alessandria) |

|             |           |  |
| Morrone 52’ | Marcatori |  |

| Arbitro: | Carminati (Milano) |

|            |           |                  |
| Morelli 8’ | Marcatori | 38’ (aut.) Gatti |

| Arbitro: | Lo Bello (Siracusa) |

|           |           |                          |
| Gioia 17’ | Marcatori | 63’ Correnti 78’ Diomedi |

| Arbitro: | Gonella (Torino) |

|           |           |  |
| Soldo 30’ | Marcatori |  |

| Arbitro: | Cantelli (Firenze) |

|                                |           |           |
| Fanello 8’, 28’ Del Fabbro 16’ | Marcatori | 85’ Soldo |

### Coppa Italia

#### Turni preliminari
| Roma 3 settembre 1967 1º Turno | Lazio                        | 0 – 0 (d.t.s.) Vince la Lazio per sorteggio | Perugia | Stadio Flaminio\| Arbitro: \| De Robbio (Torre Annunziata) \| |
| Arbitro:                       | De Robbio (Torre Annunziata) |                                             |         |                                                               |

| Arbitro: | Gialluisi (Barletta) |

|           |           |  |
| Sbano 89’ | Marcatori |  |

## Statistiche

### Statistiche di squadra
| Competizione | Punti | In casa | In casa | In casa | In casa | In casa | In casa | In trasferta | In trasferta | In trasferta | In trasferta | In trasferta | In trasferta | Totale | Totale | Totale | Totale | Totale | Totale | DR |
| Competizione | Punti | G       | V       | N       | P       | Gf      | Gs      | G            | V            | N            | P            | Gf           | Gs           | G      | V      | N      | P      | Gf     | Gs     | DR |
| ------------ | ----- | ------- | ------- | ------- | ------- | ------- | ------- | ------------ | ------------ | ------------ | ------------ | ------------ | ------------ | ------ | ------ | ------ | ------ | ------ | ------ | -- |
| Serie B      | 38    | 20      | 10      | 7       | 3       | 21      | 12      | 20           | 0            | 11           | 9            | 6            | 21           | 40     | 10     | 18     | 12     | 27     | 33     | -6 |
| Coppa Italia |       | 1       | 0       | 1       | 0       | 0       | 0       | 1            | 0            | 0            | 1            | 0            | 1            | 2      | 1      | 0      | 1      | 0      | 1      | -1 |
| Totale       |       | 21      | 10      | 8       | 3       | 21      | 12      | 21           | 0            | 11           | 10           | 6            | 22           | 42     | 11     | 18     | 13     | 27     | 34     | -7 |

### Statistiche dei giocatori
Nel conteggio delle reti realizzate si aggiunga un'autorete a favore in campionato.
Nel conteggio delle reti subite si aggiungano due reti attribuite a tavolino.
| Giocatore             | Serie B  | Serie B | Coppa Italia | Coppa Italia | Totale   | Totale |
| Giocatore             | Presenze | Reti    | Presenze     | Reti         | Presenze | Reti   |
| --------------------- | -------- | ------- | ------------ | ------------ | -------- | ------ |
| P. Adorni             | 26       | 0       | 1            | 0            | 27       | 0      |
| R. Bagatti            | 8        | 2       | -            | -            | 8        | 2      |
| G. Bellisari          | -        | -       | -            | -            | -        | -      |
| C. Brai               | 1        | 0       | -            | -            | 1        | 0      |
| P. Carosi             | 11       | 0       | 2            | 0            | 13       | 0      |
| S. Castelletti        | 4        | 0       | 1            | 0            | 5        | 0      |
| I. Cei                | 24       | -17     | 1            | -0           | 25       | -17    |
| P. Cucchi             | 25       | 2       | 2            | 0            | 27       | 2      |
| S. De Luca            | 1        | 0       | -            | -            | 1        | 0      |
| C. Di Pucchio         | -        | -       | -            | -            | -        | -      |
| R. Di Vincenzo        | 17       | -14     | 1            | -1           | 18       | -15    |
| A. Dolso              | 17       | 1       | -            | -            | 17       | 1      |
| C. Fava               | 14       | 2       | 1            | 0            | 15       | 2      |
| G. Fortunato          | 34       | 5       | 2            | 0            | 36       | 5      |
| B. Gioia              | 30       | 1       | 2            | 0            | 32       | 1      |
| N. Governato          | 30       | 2       | 1            | 0            | 31       | 2      |
| G. Lorenzetti         | 4        | 0       | -            | -            | 4        | 0      |
| R. Marchesi           | 19       | 1       | 2            | 0            | 21       | 1      |
| A. Mari               | 7        | 0       | 1            | 0            | 8        | 0      |
| G. Masiello           | 6        | 0       | 1            | 0            | 7        | 0      |
| G. Massa              | 13       | 3       | -            | -            | 13       | 3      |
| J.C. Morrone          | 28       | 4       | 2            | 0            | 30       | 4      |
| G. Oddi               | 1        | 0       | -            | -            | 1        | 0      |
| P. Pagni              | 13       | 0       | 1            | 0            | 14       | 0      |
| E. Paparelli          | 2        | 0       | -            | -            | 2        | 0      |
| V. Proietti Farinelli | -        | -       | -            | -            | -        | -      |
| P. Ronzon             | 40       | 0       | 2            | 0            | 42       | 0      |
| G. Sassaroli          | 5        | 0       | 1            | 0            | 6        | 0      |
| C. Soldo              | 30       | 2       | -            | -            | 30       | 2      |
| D. Zanetti            | 31       | 1       | -            | -            | 31       | 1      |

## Riserve
La squadra riserve della Lazio ha disputato nella stagione 1967-1968 il Campionato De Martino.

## Rosa
| N. |                   | Ruolo | Calciatore          |
| -- | ----------------- | ----- | ------------------- |
|    | Italia (bandiera) | P     | Idilio Cei          |
|    | Italia (bandiera) | P     | Rosario Di Vincenzo |
|    | Italia (bandiera) | P     | Maurizio Girardi    |
|    | Italia (bandiera) | P     | Stanislao Soro      |
|    | Italia (bandiera) | D     | Paolo Bartolini     |
|    | Italia (bandiera) | D     | Alberto Caroletta   |
|    | Italia (bandiera) | D     | Sergio Castelletti  |
|    | Italia (bandiera) | D     | Sergio De Luca      |
|    | Italia (bandiera) | D     | Giovanni Masiello   |
|    | Italia (bandiera) | D     | Giancarlo Oddi      |
|    | Italia (bandiera) | D     | Pierluigi Pagni     |
|    | Italia (bandiera) | D     | Ezio Paparelli      |
|    | Italia (bandiera) | D     | Maurizio Ronda      |
|    | Italia (bandiera) | D     | Diego Zanetti       |
|    | Italia (bandiera) | C     | Paolo Carosi        |
|    | Italia (bandiera) | C     | Daniele Celli       |
|    | Italia (bandiera) | C     | Arrigo Dolso        |
|    | Italia (bandiera) | C     | Roberto Gagliardi   |

| N. |                      | Ruolo | Calciatore                  |
| -- | -------------------- | ----- | --------------------------- |
|    | Italia (bandiera)    | C     | Bruno Gioia                 |
|    | Italia (bandiera)    | C     | Nello Governato             |
|    | Italia (bandiera)    | C     | Giuseppe Lorenzetti         |
|    | Italia (bandiera)    | C     | Rino Marchesi               |
|    | Italia (bandiera)    | C     | Mario Marchetti             |
|    | Italia (bandiera)    | C     | Giuseppe Massa              |
|    | Italia (bandiera)    | C     | Ovidio Michelin             |
|    | Italia (bandiera)    | C     | Vincenzo Proietti Farinelli |
|    | Italia (bandiera)    | A     | Romano Bagatti              |
|    | Italia (bandiera)    | A     | Giancarlo Bellisari         |
|    | Italia (bandiera)    | A     | Claudio Brai                |
|    | Italia (bandiera)    | A     | Costantino Fava             |
|    | Italia (bandiera)    | A     | Giuliano Fortunato          |
|    | Italia (bandiera)    | A     | Alberto Mari                |
|    | Argentina (bandiera) | A     | Juan Carlos Morrone         |
|    | Italia (bandiera)    | A     | Gianni Sassaroli            |
|    | Italia (bandiera)    | A     | Giovanni Valgiusti          |
|    | Italia (bandiera)    | A     | Alberto Zattini             |